# بام ويتكروس
بام ويتكروس (بالإنجليزية: Pam Whytcross)‏ مواليد 25 نوفمبر 1953، هي لاعبة كرة مضرب أسترالية سابقة بدأت مسيرتها كمحترفة سنة 1977، اعتزلت اللعب في 1986. أعلى تصنيف لها في الفردي كان المركز الـ 150 في سنة 1985. أعلى تصنيف لها في الزوجي كان المركز الـ 141 في سنة 1987.

## النهائيات

### زوجي السيدات: 1 (0–1)
| الحصيلة | السنة | البطولة                       | الأرضية | الشريك     | المنافس في النهائي             | النتيجة في النهائي |
| الوصافة | 1978  | بطولة أستراليا المفتوحة للتنس | صلبة    | ناوكو ساتو | بيتسي ناجيلسين ريناتا تومانوفا | 7–5, 6–2           |

## روابط خارجية
- بام ويتكروس على موقع رابطة محترفات التنس (الإنجليزية)
- بام ويتكروس على موقع الاتحاد الدولي لكرة المضرب (الإنجليزية)
- بام ويتكروس على موقع خلاصة التنس.كوم (الإنجليزية)